# Nesebaria filicornis
Nesebaria filicornis är en stekelart som beskrevs av Hoffer 1970. Nesebaria filicornis ingår i släktet Nesebaria och familjen sköldlussteklar.
Artens utbredningsområde är Bulgarien. Inga underarter finns listade i Catalogue of Life.